# Gare d'eau de Vaise

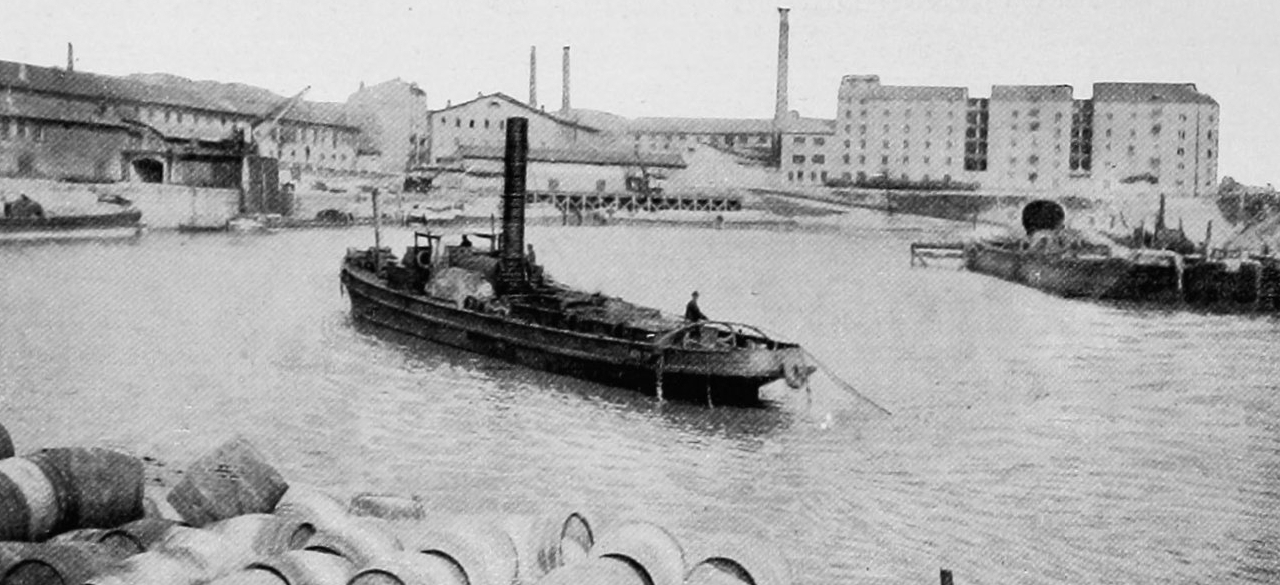
Photographie d’archive de la gare d’eau de Vaise.

La Gare d’eau de Vaise a été construite dans les années 1830 et démolie à la fin des années 1960,. Elle est située sur les rives de la Saône. Elle se situe dans l’actuel quartier de Vaise, à Lyon.